# Gabriel Thibault
Gabriel Thibault (1976) è un ex sciatore alpino canadese.

## Biografia
Thibault, specialista delle prove tecniche, debuttò in campo internazionale in occasione dei Mondiali juniores di Lake Placid 1994; in Nor-Am Cup conquistò l'ultimo podio il 31 gennaio 1997 a Collingwood in slalom speciale (3º) e in Coppa del Mondo disputò due gare, gli slalom speciali di Sestriere del 17 gennaio 1996 e di Park City del 22 novembre 1997, in entrambi i casi senza completare la prova. Prese per l'ultima volta il via in Nor-Am Cup il 31 marzo 1998 a Sun Peaks in slalom gigante, senza completare la prova, e si ritirò al termine di quella stessa stagione 1997-1998: la sua ultima gara fu uno slalom gigante FIS disputato il 15 aprile a Mont-Sainte-Anne. Non prese parte a rassegne olimpiche o iridate.

## Palmarès

### Nor-Am Cup
- 3 podi (dati dalla stagione 1994-1995):
  - 1 secondo
  - 2 terzi posti

### Campionati canadesi
- 1 medaglia (dati dalla stagione 1994-1995):
  - 1 bronzo (slalom speciale nel 1996)